# Radič Sanković
Radič Sanković (1379. – 1404.)., pripadnik srednjovjekovne humske velikaške obitelji Sankovića.
Sin je Sanka Miltjenovića, brat Beljka, Budelje, Sančina i Dragane. Brat Beljak naslijedio je vodstvo obitelji od oca. 
Obojica su primljeni u plemiće Dubrovačke Republike. Radič je na dvoru Sankovića u selu Zaboranima u okolici Konjica 1391. izdao Dubrovčanima povelju o slobodnom trgovanju na svojem teritoriju. Radič je gospodario krajevima Huma i dijelom sjev. Hercegovine, a brat Beljak bio je župan Popova.
Odmah nakon smrti bosanskog kralja i bana Tvrtka I. Kotromanića 1391. godine, Beljak i Radič su odlučili ustupiti posjed svoje obitelji (Konavle) Dubrovniku s utvrđenim gradom Sokolom, ne dogovorivši se s bosanskim dvorom. Ustupanje su zauzimanjem spriječili Tvrtkovi pouzdanici Vlatko Vuković i Pavao Radenović. Pobunili su se pobunili protiv Radiča u prosincu 1391. godine, kada je Radić i zarobljen i zatočen. Za to vrijeme njegova žena Goisava sklonila se u Dubrovnik.
Na zamolbu Dubrovčana oslobodio ga je 1398. Sandalj Hranić Kosača (nećak Vlatka Vukovića kojeg je naslijedio poslije njegove smrti) te je Radič uskoro opet zagospodario dijelom Huma (Popovo). Vojvoda Radič Sanković vratio se u posjed 1398. za vrijeme kralja Ostoje.
Kosača se stalno borio protiv Radiča nakon što je Radič pušten. Godine 1399. Radič je postao član Velikog Vijeća Dubrovačke Republike.
Od 1403. do 1404. bio je glavni zapovjednik bosanske vojske tijekom bosansko-dubrovačkog rata kralja Stjepana Ostoje s Dubrovačkom Republikom. 1404. se godine sukobio s Kosačom. Iste je godine kao i kralj Ostoja izgubio pozicije. Sandalj Hranić Kosača poslao ga je nazad u zatvor 1404. godine, osljepljujući ga i uzimajući njegova imanja. Za razliku od kralja Ostoje, Radič Sanković je 1404. izgubio i život, označavajući kraj plemićke obitelji Sankovića.
Pokopan je u obiteljskoj nekropoli u selu Biskupu kraj Zaborana, uz stećke i grobove Miltjena, Sanka, Radiča te Gradoja i njegove supruge Gojsave.